# Камоэнс, Луиш де
Луи́ш де Камо́энс (точная передача произношения Луи́ж Важ де Камо́йнш [luˈiʒ ˈvaʒ dɨ kaˈmõjʃ] порт. Luís Vaz de Camões; ок. 1524, предположительно Лиссабон — 10 июня 1580, Лиссабон) — португальский поэт, крупнейший представитель португальской литературы эпохи Возрождения XVI века, автор общепризнанного шедевра мировой литературы — национальной эпической поэмы «Лузиады», один из основоположников современного португальского языка.
Точных документальных свидетельств о биографии сохранилось крайне мало. По всей видимости, родился в знатной семье в Лиссабоне. Возможно, учился в университете Коимбры, где получил классическое образование, овладев латынью и обширными познаниями в областях древней и современной литературы и истории. Бывал при дворе Д. Жуана III, начал свою карьеру в качестве поэта-лирика и, согласно легендам, влюблялся в знатных дам, а также девушек из низших сословий, вёл богемную и бурную жизнь. Говорят, что из-за расстроенной любви спасся бегством в Африке, где в сражении потерял глаз. Вернувшись в Португалию, ранил слугу дворца и был арестован. Прощенный королём, отправился на Восток. Проведя там несколько лет, столкнулся с рядом неприятностей, несколько раз был арестован, участвовал в сражениях португальских войск и написал своё самое известное сочинение — поэму «Лузиады», признанную национальным эпосом португальцев. Вернувшись на родину, опубликовал поэму и получил небольшую пенсию от короля Д. Себастьяна за заслуги перед короной.
Вскоре после смерти поэта лирическое наследие Камоэнса было собрано в сборнике «Рифмы» (1595), опубликованы три пьесы для комического театра.
При жизни часто жаловался на несправедливость и на то скудное внимание, которое уделялось его творчеству, но в скором времени его поэзия была признана удовлетворяющей высоким эстетическим стандартам несколькими ведущими авторитетами европейской литературы, что послужило росту внимания читателей и ценителей, воздействию на творчество поколений поэтов в разных странах.

## Произношение и передача имени
Следует различать особенности современного португальского произношения и трудности его передачи в русском языке: имя — Луиш или Луиш Ваш, Луиж де Камойнш и полное имя Луиш Важ де Камойнш. В XVIII веке Михаил Ломоносов фамилию поэта передавал как «Камуенс». К XX веку нормы написания имени несколько изменились. Так, например, в 1966 году литературовед З. И. Плавскин употреблял написание Луиш ди Камоэнс с ремаркой «правильнее Камоинш». В 1985 году литературовед И. А. Тертерян передавала имя поэта как Луис Ваз де Камоэнс. Литературовед и переводчик О. А. Овчаренко в издании «Лузиад» 1988 года использовала вариант Луис Важ де Камоэнс, объясняя свой выбор в отличие от сторонников фонематической теории ориентацией на орфоэпические нормы литературного языка Португалии: «При передаче имени автора „Лузиад“ был выбран вариант „Луис“, утвердившийся в Советском Союзе, благодаря недавним переводам лирики Камоэнса. Что касается фамилии поэта, то была сохранена старая её транслитерация (Камоэнс, а не Камойнш), прочно вошедшая в русский язык ещё во времена Ломоносова и Пушкина. То же самое можно сказать и о передаче по-русски имени Васко да Гамы». В предисловии издания 1988 года Овчаренко привела цитату из «Сонета» А. С. Пушкина 1830 года, в котором Камоэнс упоминается после Данте, Петрарки и Шекспира. Но в переиздании поэмы и сонетов 1999 года Овчаренко прибегла к варианту Луиш де Камоэнс. В 2008 году С. И. Пискунова в Большой российской энциклопедии привела несколько вариантов передачи имени поэта: Камоэнс, Камоэнш, Камоинш Луиш ди, хотя в более ранней статье о поэте обозначила кроме этого ещё два варианта: Луис Вас де Камоэнс и Луиш Важ де Камоэнш.
Вариант имени «Луис» вполне целесообразен с точки зрения истории португальского языка для воссоздания произношения времён Камоэнса, как, например, в эпитафии Гонсало Коутинью. Е. М. Вольф писала, что первые свидетельства о произношении графемы «s» как русской «ш» впервые зафиксировал Луиш Антониу Верней в середине XVIII века, и в 1988 году при передаче использовала вариант современного произношения португальского языка: Луиш де Камоинш.

## Биография
Сведения о жизни Камоэнса чрезвычайно скудны и иногда противоречивы, дискутируются дата и место рождения поэта. Считается, что Камоэнс родился в 1524 году, предположительно в Лиссабоне, происходил из старинного и богатого галисийского рода. Один из предков по линии отца, Васко Пирес де Камоэнс (порт. Vasco Pires de Camões), был выдающимся воином и блестящим поэтом-трубадуром, но в 1370 году по политическим причинам бежал из Галисии в Португалию. Дед поэта по материнской линии, Антао, был женат на родственнице Васко да Гамы. По некоторым сведениям, мать Камоэнса, дона Ана (порт. Ana de Sá e Macedo), умерла очень рано. Отец же, Симон (порт. Simão Vaz de Camões), женился вторично и уехал в Индию капитаном корабля. Близ Гоа он потерпел кораблекрушение и вскоре умер, весть о чём дошла в Лиссабон только в 1553 году.

### Детство и юность
Во время рождения поэта семья значительно обеднела. Детство своё Камоэнс провёл в обществе заботливой и любящей мачехи, под опекой дяди, дона Бенто, учёного монаха-аскета. Несмотря на отсутствие документальных свидетельств, биографы предполагают, что Камоэнс учился в Коимбре — сначала в монастырской школе, потом в 1537—1542 годах Коимбрском университете, где приобрёл знание языков и большую начитанность в древне- и новолатинской, греческой, испанской, итальянской и португальской поэзии, в общей и отечественной истории. Камоэнс начинает писать в университетские годы, примыкая в своих первых опытах к школе Са-де-Миранда; но уже в юношеской поэзии заметна любовь ко всему народному — к легендам, сказкам, пословицам и песням. Предположительно к университетскому периоду относится комедия «Амфитрионы» (порт. Anfitriões).

### Годы в Лиссабоне
Любовь Камоэнса привела к ссоре с дядей, оставлению стен университета без получения учёной степени. Около 1542 года поэт примирился с дядей и отправился на поиски счастья в Лиссабон. Здесь он получил место домашнего учителя в доме графа Норонья. В 1544 году Камоэнс впервые увидел в церкви фрейлину королевы Катерину де Атаиде (порт. Caterina de Ataíde), дочь высокопоставленного придворного лица, и страстно влюбился в неё. Желание чаще видеться с возлюбленной побудило молодого поэта хлопотать о доступе ко двору, что удалось благодаря содействию графа Норонья. Как поэт-импровизатор, драматург, режиссёр и актёр в устраиваемых им спектаклях во время придворных празднеств, Камоэнс имел возможность отличаться в присутствии возлюбленной, чаще видеться с ней и искать взаимности. Любовь его не осталась тайной, возбудила негодование семьи де Атаида; завистники и соперники втянули поэта в ссоры и неприятности, и в начале 1549 года Камоэнс был выслан из Лиссабона по указу короля. Согласно И. А. Тертерян, эта широко распространённая версия о любви к знатной даме и изгнании не подтверждена документами.
В изгнании с двухлетним перерывом в Лиссабоне «вдали от дорогой его сердцу Португалии» Камоэнс провёл 17 лет — сперва в Сеуте, затем в Индии и даже в Китае.

### Военная служба
Как бы там ни было, дворцовые интриги или затруднительное материальное положение заставили Камоэнса поступить на военную службу. Определённый в гарнизон Сеуты, поэт храбро сражался в случайных стычках, в одной из которых потерял правый глаз. После двух лет военной жизни Камоэнс вернулся в Лиссабон в 1551 году. В 1552 году во время церковной процессии между поэтом и высокопоставленным придворным Гонсалу Боржешем (Gonçalo Borges) произошла ссора. Во время дуэли Камоэнс тяжело ранил Боржеша и был посажен в тюрьму. Следствие по данному делу длилось 9 месяцев. Поэт был помилован королём Жуаном III при условии отъезда на службу в Индию, и в марте 1553 года отплыл в Гоа рядовым матросом. Предполагается, что находясь в заключении в тюрьме, затем во время шестимесячного плавания Камоэнс писал первые песни прославившего его эпоса «Лузиады».

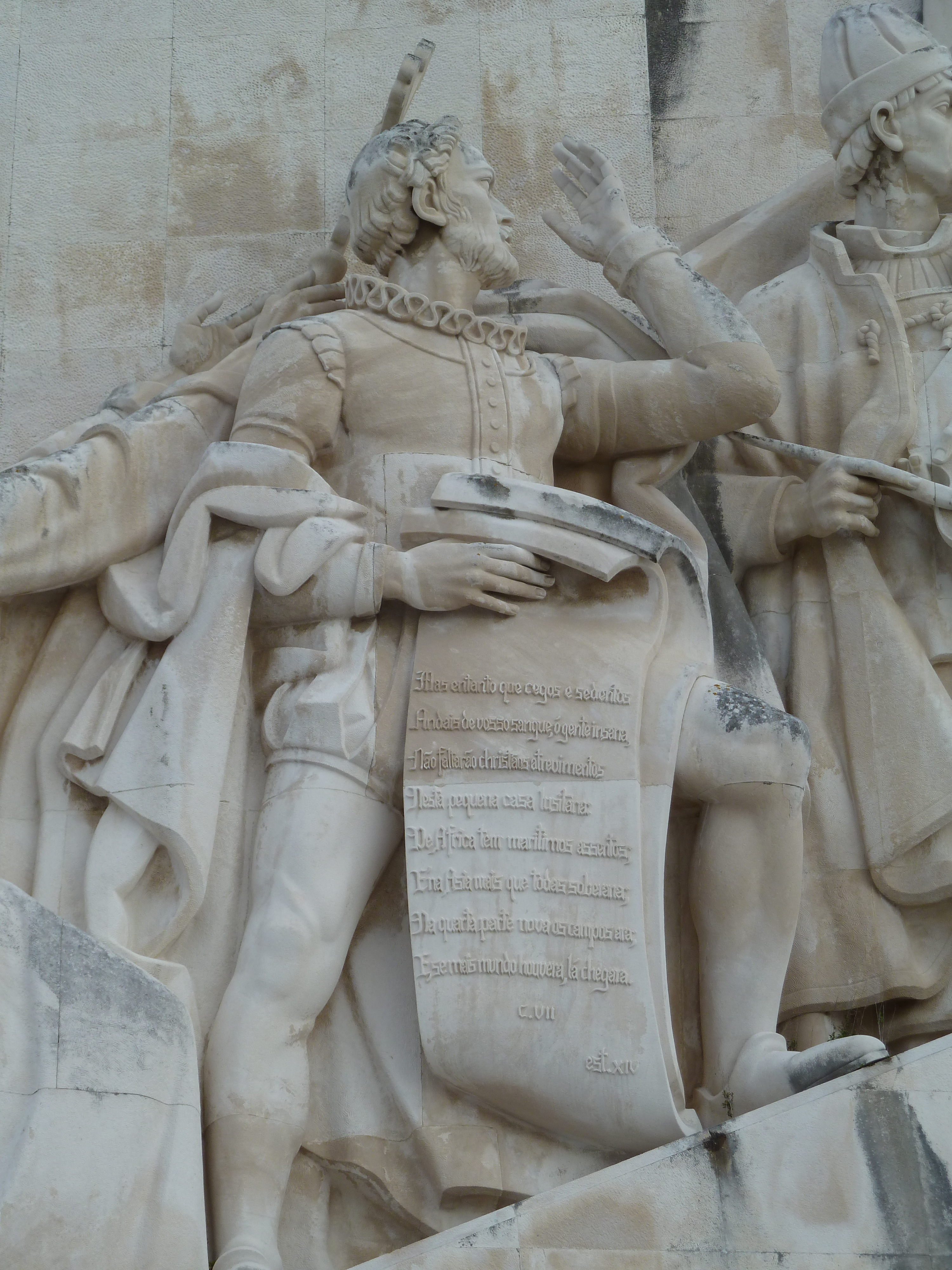
Фигура Камоэнса на памятнике первооткрывателям в Белене

В Индии Камоэнс участвовал в нескольких сражениях (в Малабаре), затем провёл более года в Гоа, писал стихи, участвовал в путешествии в Мекку. Во время деятельной и полной приключениями жизни своей в Африке и Индии сам поэт, как он говорит в «Лузиадах» про Цезаря, «берётся то за меч, то за перо». По случаю вступления в должность нового вице-короля колонии Франсишку Баррету Камоэнс ставит свою пьесу «Филодему». В 1556 году за сатирическую пьесу о нравах в колонии Баррету высылает его в другую португальскую колонию, Макао, где Камоэнс получает назначение на довольно видную административную должность — смотрителя имущества отсутствующих и пропавших без вести лиц в Макао. В 1561 году в Гоа Камоэнс получил известие о смерти своей возлюбленной; сила и продолжительность его горя поэтически отражены во многих стихотворениях. Камоэнс заканчивает «Лузиады», но затем один из временных комендантов Макао обвиняет его в проступках по службе и увозит с собой пленным на корабле. Корабль, направляясь в столицу Сиама Аюттхаю, сбился с курса в Сиамском заливе, вместо Чаупхраи вошёл в другую реку (Мэкхлонг) и сел там на мель. Поэту пришлось плыть на берег, держась за кусок дерева. При этом ему удалось спасти рукопись «Лузиад». Добравшись до Гоа, поэт потребовал суда и был оправдан. После различных других злоключений Камоэнсу удалось наконец «с больным сердцем и пустым кошельком» вернуться на родину.

### Возвращение на родину

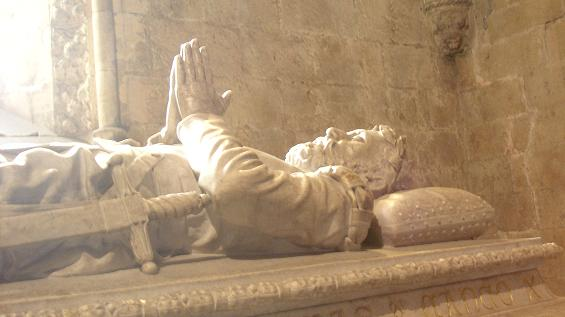
Надгробие могилы Камоэнса в монастыре Жеронимуш, Лиссабон

В 1567 году поэт покинул Индию и переправился в Мозамбик. В 1570 году (согласно И. А. Тертерян, в 1569 году) Камоэнс добирается до Лиссабона, где начинает хлопотать о публикации «Лузиад».
Камоэнс посвятил поэму королю Себастиану, который назначил ему небольшую, но всё же кое-как спасавшую его от нужды пожизненную пенсию. Размер пенсии был в 4 раза ниже, чем средний доход плотника. Дополнительные деньги Камоэнсу приносил мальчик-слуга Антониу, привезённый из Мозамбика, который собирал милостыню на улицах Лиссабона.
Несмотря на то, что поэма вызвала общее восхищение, творцу «Лузиад» пришлось доживать дни свои в бедности, отягощённой горечью потери независимости Португалии. «Я умираю не только в отечестве, но и с ним вместе», — восклицает поэт в письме к своему другу. Камоэнс умер от чумы 10 июня 1580 года и был похоронен в церкви св. Анны. И. А. Тертерян писала: «По свидетельству современников, умер Камоэнс в нищете и был похоронен на пожертвования». Однако исследователь жизни поэта Ле Жентиль не разделяет это общепринятое мнение.

## Творчество
Немецкий биограф Камоэнса Вильгельм Шторк (Wilhelm Storck) писал, что в Коимбре поэт хотел бы петь народные стихи — кантиги, романсы (здесь в значении жанра близкого к средневековой балладе), серранильи, вилансеты. Но исследователь признался, что ни одно сочинение поэта он не может датировать временем его пребывания в Коимбре. Камоэнс стал сочинять поэзию португальских традиционных жанров после переезда в Лиссабон, согласно предположению Шторка, в 1543—1549 годах. К тому периоду немецкий биограф относит создание кантиг и вилансетов, шести эклог (всего 2378 стихов), трёх комедий (всего 5241 стихов), не считая подготовительную работу по разработке некоторых песен национальной эпопеи.

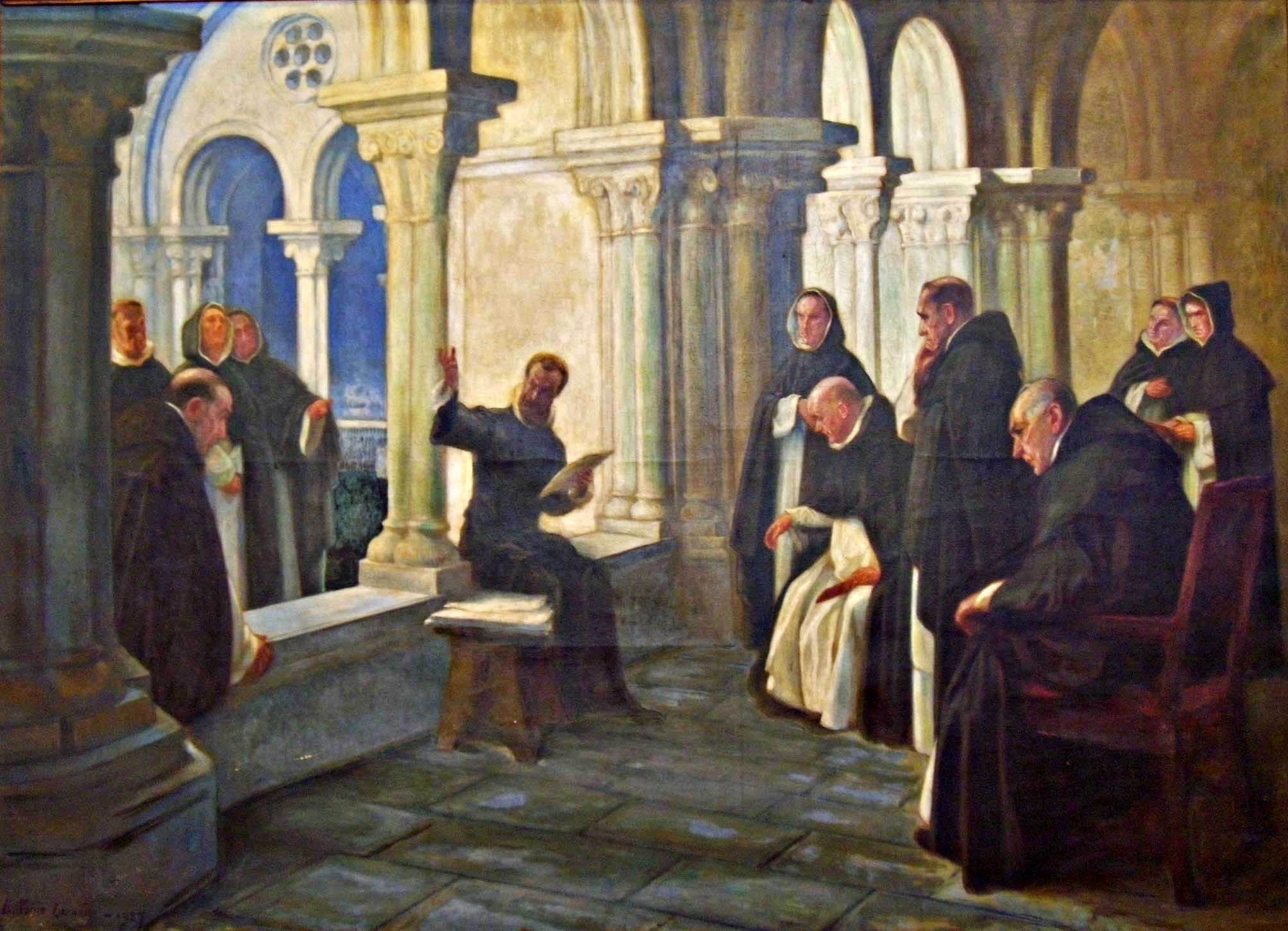
Антониу Карнейру. «Камоэнс читает свои „Лузиады“», 1927

Эпическая поэма «Лузиады» относится к шедеврам мировой литературы, которым восхищались Сервантес, Тассо, Вольтер, Монтескьё, Гумбольдт, Гюго. Ольга Овчаренко писала: «„Лузиады“ по праву заслужат титул „самой национальной поэмы земли“, ибо ни в одном другом поэтическом произведении не будет явлен миру так ярко и убедительно духовный склад целого народа».
Название поэмы Os Lusíadas переводится как «Лузитане». Это поэтическое именование португальцев было придумано гуманистом первой половины XVI века Андре де Резенде по ассоциации с Лузитанией, названной согласно мифу по имени Луза — сына Вакха. Поэма «Лузиады» была закончена в 1569 году, а в 1572 году вышло её первое издание, прославляющее великого португальского мореплавателя Васко да Гаму, героизм и мужество жителей Португалии, называвшейся во времена Римской империи Лузитанией, которые отправились в рискованное путешествие через Атлантический океан, обогнули Африку и проложили путь в Ост-Индию.
«Лузиады» содержат историю португальского народа. В поэме Камоэнс воспевает потомков Луза — друга или сына Бахуса, который, по сказаниям, поселился в Португалии и был там королём. Поэма состоит из 10 песен, заключающих в себе 1102 октавы. Ни один из европейских народов не имеет национального эпоса, подобного «Лузиадам». Камоэнс воспевает всё, что составляет славу португальцев, все выдающиеся исторические события и происшествия; он рассказывает об открытии Васко да Гамы, вплетая в рассказ эпизоды из португальской истории. Горячий патриот, Камоэнс стремился обессмертить героические подвиги и национальные традиции своих соотечественников. С прелестью стиха поэма Камоэнса соединяет верную передачу фактов, так что Камоэнс может быть назван лучшим историком своей страны. Камоэнс — великий мастер рисовать картины природы; в особенности ему удается описание моря.
Поэма Камоэнса переведена на все европейские языки, даже по нескольку раз; так, например, на французском существует 9 переводов. По-русски переводились отрывки Жуковским.
«Португальский Гомер» был также и превосходным лириком: в его нежных и грациозных песнях, одах, элегиях и эклогах отражается вся его несчастная жизнь. В лирике Камоэнс прибегал практически ко всем известным в его время поэтическим размерам и формам: «Множество стихов написано традиционным, известным по средневековым кансьонейро размером — редондильей (восьмисложником), чаще всего в форме глоссы (вольтас) на чужую посылку (мотто). «Новая манера» философских и поэтических стихов Камоэнса была заимствована португальцами у итальянской поэзии. «Камоэнс писал сонеты, элегии, эклоги, оды и песни, продолжив тем самым петраркистскую линию, начатую в португальской поэзии Са де Мирандой». Первый сборник стихотворений поэта под названием «Рифмы Луиса де Камоэнса, разделённые на пять частей» (Rhythmas de Luis de Camões, Diuidias em cinco partes) вышел посмертно в 1595 году. Вторая часть антологии «Рифмы» (Rimas de Luis de Camoe͂s. Segunda parte) была опубликована в 1616 году.
Среди наследия Камоэнса имеются три комедии для театра, написанные в жанре ауто: пьеса «Амфитрионы» (Anfitriões) создана по трагикомедии Плавта «Амфитрион», первое издание 1587 года. «Филодему» (Auto de Filodemo) создан в Индии в жанре моралите и, согласно Тертерян, «представляет собой значительный шаг от фарсов Жила Висенте к высокой комедии Возрождения». Авторство Камоэнса комедии «Царь Селевк» (El-Rei Seleuco), написанной, по мнению Теофилу Брага, в 1545 году, в настоящее время ставится под сомнение.
По своему энциклопедизму и героическому пафосу поэзия Камоэнса может сравниваться с творчеством португальского историка и писателя Жуана де Барруша. Жизнь Камоэнса вдохновила многих поэтов и драматургов: Антонио де Кастильо, Фред. Галм, Деланда. Особенно известна поэма Алмейды Гаррета «Камоэнс», последние строфы которой заключают в себе жестокий упрёк соотечественникам за горькую судьбу поэта.

## Роль в формировании португальского языка
Исследователи связывают творчество Луиша де Камоэнса с началом классического периода португальской литературы. Используя средства португальского языка, «его фонетику, грамматику, лексику, опираясь на творчество португальских авторов предшествующих периодов, на классическую традицию античной поэзии и на достижения романских литератур эпохи Возрождения, Камоинш сумел синтезировать все эти тенденции в своем творчестве и обновить язык и стиль португальской литературы». Е. М. Вольф отмечала, что, хотя о творчестве поэта имеется весьма обширная литература, поэтический язык Камоэнса с трудом поддаётся анализу и недостаточно исследован. «Его сочинения передают нормативный литературный язык второй половины XVI в.; язык его поэзии — это португальский язык нового времени во всем богатстве словаря, синтаксиса, звуковых и смысловых возможностей».

## Посмертная слава

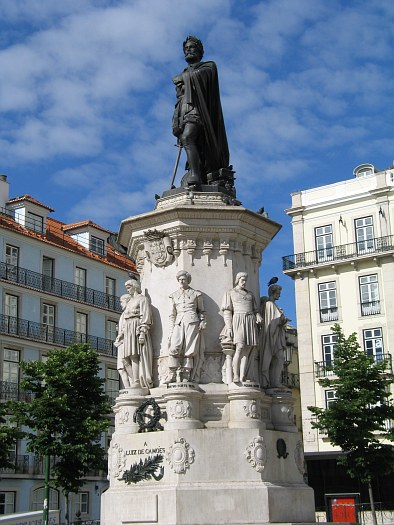
Памятник Камоэнсу на одноимённой площади в Лиссабоне был установлен в 1856 году

Через 16 лет после смерти Камоэнса дон Гонсалу Кутинью на месте его предполагаемой могилы поставил надгробный камень с надписью:

Здесь покоится Луис де Камоэнс, первый среди поэтов своего времени, усопший в 1579 году. Эту плиту повелел установить дон Гонсало Коутинью, и здесь никто не будет захоронён.
Оригинальный текст (порт.)
Epitafio do senhor Dom Gonçalo Coutinho.
Aqui jaz Luis de Camões Principe dos Poetas de seu tempo morreo no anno de 1579. Esta Campa mandou aqui poer Dom Gonçalo Coutinho, na qual se não enterrarà pessoa algu͂a.
— Эпитафия сеньора дона Гонсало Коутинью. «Рифмы Луиса де Камоэнса, разделённые на пять частей». Лиссабон, 1595.
Лиссабонское землетрясение в 1755 году разрушило до основания церковь св. Анны. В 1855 году предполагаемые останки Камоэнса были перезахоронены, а в 1880 году во время торжественных празднеств трёхсотлетия смерти поэта вместе с останками Васко да Гамы были перенесены с королевскими почестями к новому месту захоронения в монастыре Жеронимуш в Белене — одном из районов Лиссабона: гроб с прахом Васко да Гамы — по левую руку, а с прахом Камоэнса — по правую руку гробницы короля Себастиана.
Горячий патриотизм «Лузиад» укреплял решимость португальцев при борьбе за независимость от Испанской короны, обретённую в 1640 году. По решению парламента в 1860 году в Лиссабоне воздвигнут памятник Камоэнсу работы скульптора Баштуша.
В настоящее время Камоэнс считается национальным поэтом Португалии. День смерти поэта отмечается 10 июня всеми членами Содружества португалоязычных стран как День Португалии — День Камоэнса. В честь Камоэнса названы кратер на Меркурии и крупнейшая литературная Премия Камоэнса португалоязычных стран. Кроме Португалии (например, в Лиссабоне и Конштансии), памятники португальскому поэту установлены в Макао, на острове Мозамбик, во Франции — открыт в 1987 году в Париже на авеню Камоэнса.
В 1819—1820 годах композитор Жуан Домингуш Бомтемпу сочинил Реквием до минор «памяти Камоэнса».

## Издания на языке оригинала
- Os Lusiadas. — Lisboa: Casa de Antonio Gõçaluez, 1572.
- Rhythmas de Lvis de Camões. Diuidias em cinco partes / a custa de Esteuão Lopez. — Lisboa: Manoel de Lyra, 1595.
- Rimas de Lvis de Camões. Accrescentadas nesta segunda impressão / a custa de Esteuão Lopez. — Lisboa: Officina de Pedro Crasbeeck, 1598.
- Rimas de Lvis de Camoe͂s. Segunda parte / Prologo por Fernão Rodriguez Lobo Surupita; a custa de Domingos Fernandez. — Lisboa: Officina de Pedro Crasbeeck, 1616.

## Издания на русском языке
- Камоэнс Л. де. Сонеты / Пер. с португ. и предисл. В. Левика. — М.: Худож. лит., 1964. — 96 с. Тираж 30 000 экз.
- Камоэнс Л. де. Лирика / Пер. с португ. Сост. Е. Голубевой и И. Хохловой; предисл. С. Ереминой; примеч. С. Ереминой и В. Резниченко. — М.: Худож. лит., 1980. — 303 с. Тираж 30 000 экз.
- Камоэнс, Луис де. Царь Селевк. Филодемо // Португальская драма / Сост., ред., перевод с португальского Е. Любимовой; статья, коммент. А. Косс. — М.: Искусство, 1984. — С. 138—244. — 352 с. — 10 000 экз.
- Камоэнс, Луис де. Сонеты. Лузиады / Пер. с португ. «Лузиады», вступ. статья и коммент. О. Овчаренко; сост. раздела «Сонеты» Е. Голубевой, И. Хохловой; пер. с порт. В. Резниченко, В. Левика и др. — М. : Художественная литература, 1988. — 504 с. — (Литература эпохи Возрождения). — 50 000 экз. — ISBN 5-280-00845-1.
  - Камоэнс, Луиш де. Сонеты. Лузиады / Пер. с португ. «Лузиады», вступ. статья и коммент. О. Овчаренко; сост. раздела «Сонеты» Е. Голубевой, И. Хохловой; пер. с порт. В. Резниченко, В. Левика и др. — Эксмо-Пресс, 1999. — 478 с. — (Домашняя Библиотека Поэзии). — 10 000 экз. — ISBN 5-04-002514-9.
- Камоэнс, Луиш де. Лузиады в иллюстрациях Павла Татарникова = Os Lusíadas / Пер. с португ., вступ. статья и коммент. О. Овчаренко. — СПб.: Вита Нова, 2011. — 400 с. — 1100 экз. — ISBN 978-5-93898-322-9.
- Камоэнс, Луис де. Лузиады = Os Lusíadas / Пер. с португ. М. Травчетова. — М.: Центр книги Рудомино, 2014. — 432 с. — 2000 экз. — ISBN 978-5-00087-015-0.